# Jerzy Wołkowicki

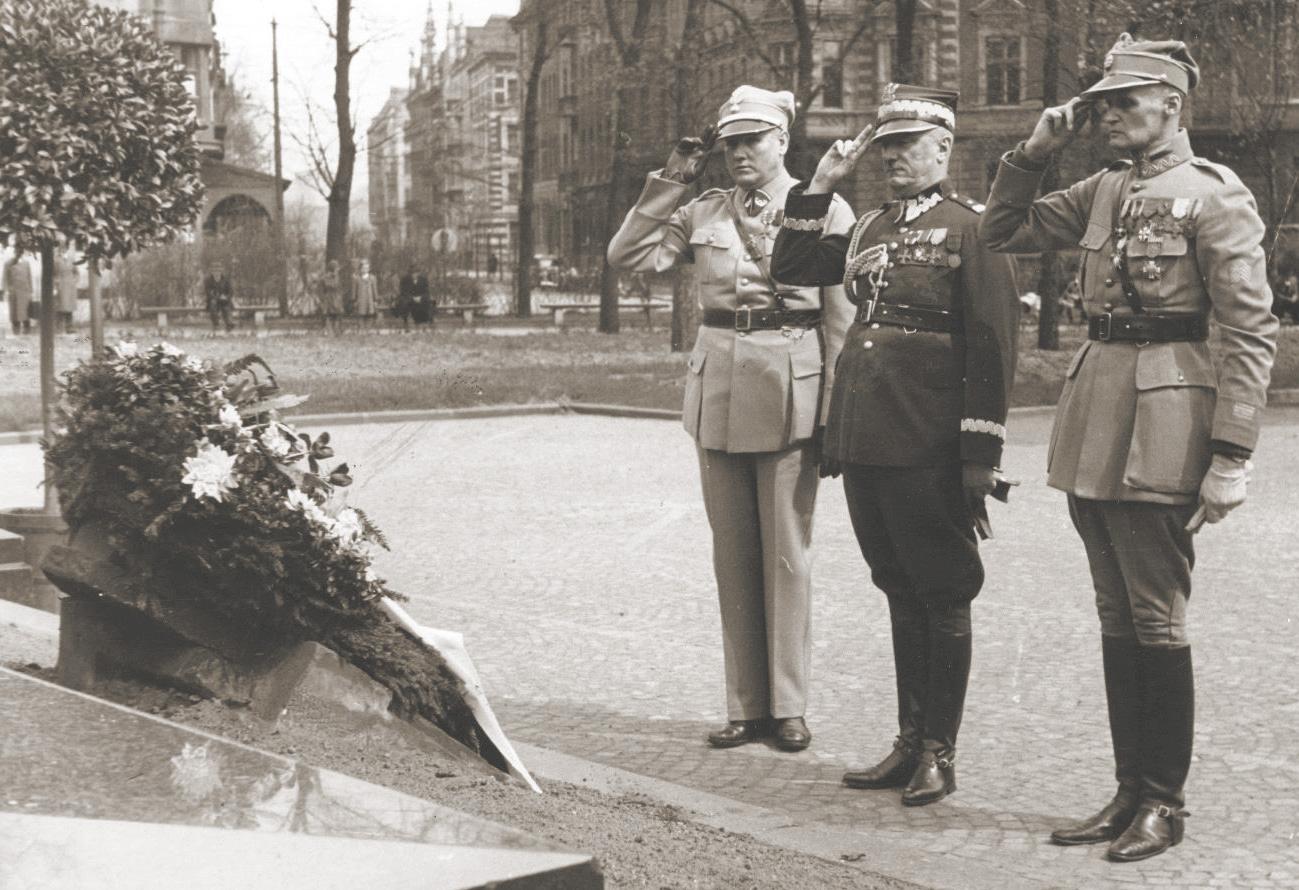
Gen. Jerzy Wołkowicki przed Grobem Nieznanego Powstańca w Katowicach (16 kwietnia 1939)

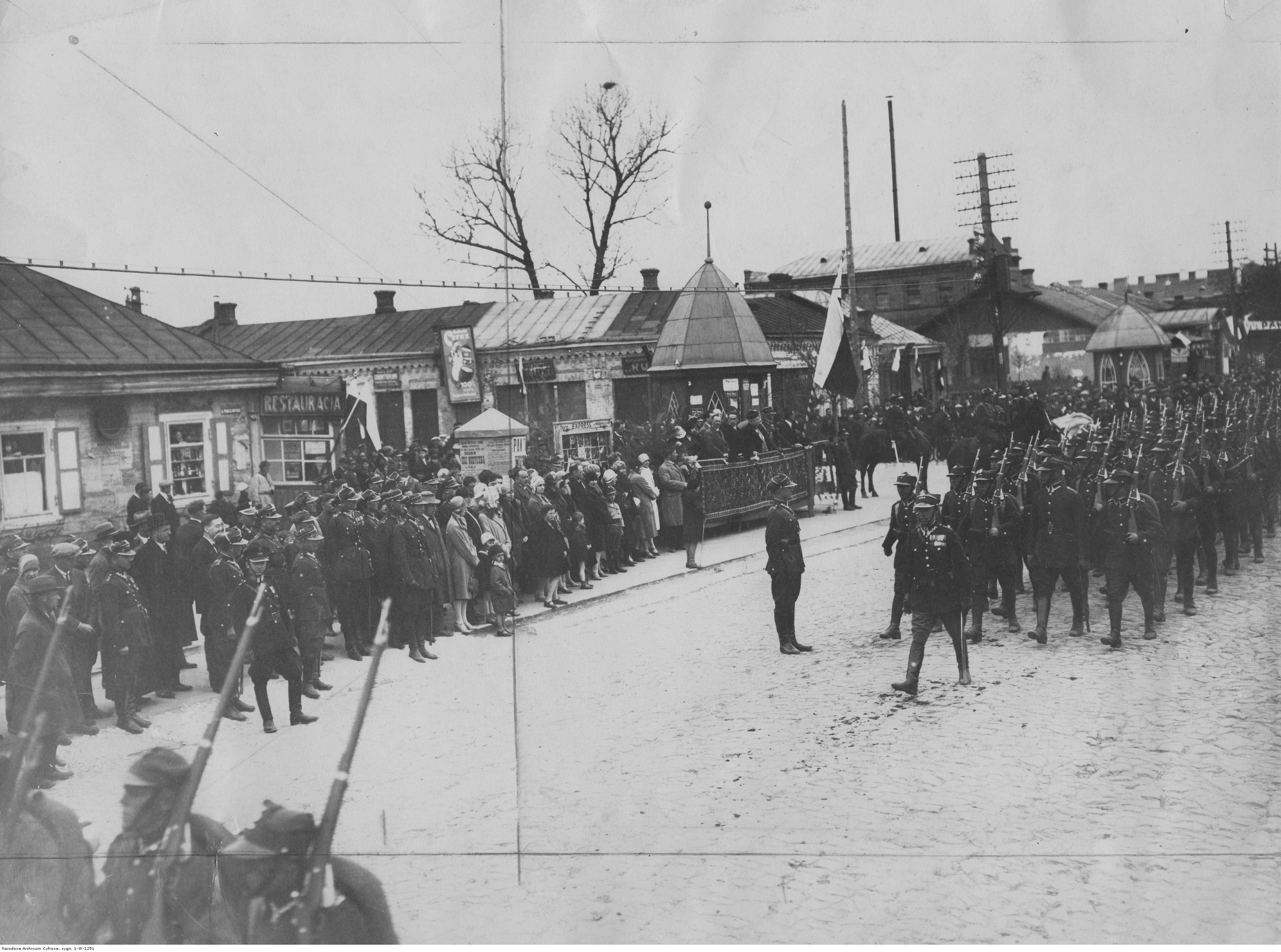
Święto 50 pp w Kowlu 11 maja 1929 – defilada. Na trybunie gen. Jerzy Wołkowicki

Jerzy Wołkowicki (ur. 22 stycznia 1883 w Proszewie, zm. 7 stycznia 1983 w Londynie) – komandor porucznik Marynarki Wojennej Imperium Rosyjskiego, generał brygady Wojska Polskiego, uczestnik wojny rosyjsko-japońskiej i I wojny światowej oraz walk o niepodległość Polski w wojnie polsko-bolszewickiej i II wojnie światowej.

## Życiorys
Jerzy Wołkowicki urodził się 22 stycznia 1883 roku, w majątku Proszew, w powiecie węgrowskim, w rodzinie Tadeusza, agronoma, i Marii z Muchlińskich. W 1901 roku złożył maturę w gimnazjum klasycznym w Grodnie.
W latach 1901–1904 był słuchaczem Korpusu Morskiego w Petersburgu. Od 1904 w stopniu miczmana służył na pancerniku „Imperator Nikołaj I”, będącym jednostką eskadry admirała Nikołaja Niebogatowa, która wchodziła w skład Floty Bałtyckiej, a później III Eskadry Oceanu Spokojnego. Brał udział w rejsie wokół Afryki na pomoc oblężonemu Port Arturowi podczas wojny rosyjsko-japońskiej 1905, zakończonym klęską w bitwie pod Cuszimą. Podczas narady u adm. Niebogatowa, razem z innymi młodszymi oficerami sprzeciwił się kapitulacji niedobitków Floty Rosyjskiej. Wypowiedział słowa: walczyć do końca, a potem wysadzić okręt w powietrze i ratować się. Za swoją postawę został odznaczony orderem św. Jerzego i stał się bohaterem narodowym Rosji; opisał to znany marynista Nowikow-Priboj w powieści Cuszima. Sława generała uchroniła go prawdopodobnie w roku 1940 od śmierci w Katyniu. Od 27 maja 1905 do stycznia 1906 przebywał w niewoli japońskiej w Kioto. W niewoli podejmował próby ucieczki, za co został skazany przez Japończyków na dwa lata więzienia. Po uwolnieniu z niewoli był słuchaczem Morskiej Szkoły Artyleryjskiej w Kronsztadzie (1907–1908) i Morskiej Szkoły Inżynieryjnej w Petersburgu (1909–1912). W latach 1914–1917 pełnił służbę we flotylli na Dunaju, a następnie we Flocie Czarnomorskiej. Po przewrocie bolszewickim (rewolucji październikowej) opuścił flotę i po pięciomiesięcznej wędrówce przez Syberię i Daleki Wschód dotarł do Francji.
W kwietniu 1918 wstąpił do Armii Polskiej we Francji i został dowódcą batalionu w 3 pułku strzelców polskich 1 Dywizji Strzelców Polskich. W drugiej dekadzie kwietnia 1919 wraz ze swoim pułkiem przybył do Polski, gdzie nastąpiło połączenie Armii Polskiej we Francji z Wojskiem Polskim.
31 lipca 1919 roku objął stanowisko szefa Sekcji Organizacyjnej Departamentu dla Spraw Morskich Ministerstwa Spraw Wojskowych. 2 lipca 1920 został dowódcą Flotylli Pińskiej. Po miesiącu (2 sierpnia) objął dowództwo I batalionu Wileńskiego Pułku Strzelców, a 9 października 1920 – dowództwo tego oddziału. 1 marca 1921 został wyznaczony na stanowisko szefa sztabu 1 Dywizji Litewsko-Białoruskiej. W latach 1921–1922 był słuchaczem Kursu Doszkolenia Wyższej Szkoły Wojennej w Warszawie. Po ukończeniu kursu i uzyskaniu „pełnych kwalifikacji do pełnienia służby na stanowiskach Sztabu Generalnego”, został przydzielony do Dowództwa Okręgu Korpusu Nr X w Przemyślu na stanowisko szefa sztabu. 22 sierpnia 1924 roku został przeniesiony na stanowisko szefa sztabu Dowództwa Okręgu Korpusu Nr VI we Lwowie. Z dniem 1 października 1924 został mianowany I oficerem sztabu Inspektora Armii Nr V we Lwowie. W 1925 roku został wyznaczony na stanowisko II zastępcy szefa Administracji Armii. W październiku tego roku został mianowany szefem Departamentu VII Intendentury Ministerstwa Spraw Wojskowych, w miejsce gen. bryg. Mieczysława Norwid-Neugebauera, przeniesionego na III Kurs Centrum Wyższych Studiów Wojskowych.
Następnie został przeniesiony do dyspozycji szefa Sztabu Generalnego. W kwietniu 1926 roku został wyznaczony na stanowisko dowódcy piechoty dywizyjnej 11 Dywizji Piechoty w Stanisławowie. 7 marca 1927 roku został mianowany dowódcą 27 Dywizji Piechoty w Kowlu. 16 marca 1927 Prezydent RP Ignacy Mościcki, na wniosek Ministra Spraw Wojskowych, Pierwszego Marszałka Polski Józefa Piłsudskiego awansował go na generała brygady ze starszeństwem z 1 stycznia 1927 i 14. lokatą w korpusie generałów. 29 października 1932 roku został zwolniony ze stanowiska dowódcy dywizji i wyznaczony na stanowisko generała do prac specjalnych przy Ministrze Spraw Wojskowych z uprawnieniami dowódcy okręgu korpusu. W 1938 roku został przeniesiony w stan spoczynku.
W sierpniu 1939 roku został powołany do służby czynnej i wyznaczony na dowódcę Etapów Armii „Prusy”. 10 września gen. Dąb-Biernacki wyznaczył go na komendanta garnizonu Chełm, głównego punktu zbornego dla rozbitych jednostek armii. W Chełmie z pozostałości 13 DP i 19 DP zorganizował kombinowaną dywizję piechoty swojego imienia i w dniu 13 września objął jej dowództwo. 17 września dywizja weszła w skład Armii gen. Przedrzymirskiego. 18 września z rozkazu dowódcy Frontu dywizja przegrupowała się z rejonu Chełma w rejon Hrubieszowa. 20 września wieczorem dywizja rozpoczęła nakazany jej marsz na Łaszczów, na podstawy wyjściowe do ataku na Tomaszów Lubelski. W nocy z 21 na 22 września 43 Pułk Piechoty po krótkiej walce opanował Łaszczów. Od rana 22 września dywizja rozpoczęła natarcie na Tomaszów Lubelski. Tego dnia wieczorem 13 Brygada Piechoty zajęła Werechanie – Pawłówkę – Podhorce. O świcie 23 września dywizja wznowiła natarcie na Tomaszów. Polskie natarcie spotkało się z kontrakcją strony niemieckiej. 28 Dywizja Piechoty (III Rzesza) natarła z Tomaszowa na Łaszczów, na 13 BP, a 2 Dywizja Pancerna uderzyła z Rawy Ruskiej w kierunku północnym, na lewe skrzydło i głębokie tyły dywizji gen. Wołkowickiego, niszcząc 19 Brygadę Piechoty. 13 BP wycofała się przez Werechanie na Krynice, 24 września dołączyła do 39 Dywizji Piechoty i wzięła udział w walce w rejonie Krasnobrodu. 23 września dywizja gen. Wołkowickiego przestała istnieć. 27 września po kapitulacji oddziałów Armii gen. Przedrzymirskiego, na czele grupy około 300 żołnierzy przebijał się na wschód, następnego dnia, otoczeni skapitulowali przed Armią Czerwoną.
Od 28 września 1939 był jeńcem radzieckim. Przebywał w obozie przejściowym w Putywlu, a od listopada 1939 w obozie w Kozielsku. Tam znany był z tego, że dość systematycznie oddawał część swojej racji chleba młodszym oficerom. Od kwietnia do czerwca 1940 przebywał w obozie Pawliszczew Bor (Juchnowo), a od czerwca 1940 do sierpnia 1941 w obozie jenieckim NKWD w Griazowcu, gdzie pełnił funkcję starszego obozu. Po podpisaniu 30 lipca układu Sikorski-Majski i ogłoszeniu 12 sierpnia amnestii dla obywateli polskich w ZSRR, zwolniony z obozu. 20 sierpnia razem z generałem Przeździeckim wyjechał do Moskwy. 27 sierpnia został mianowany zastępcą dowódcy 6 Dywizji Piechoty Polskich Sił Zbrojnych w ZSRR. W maju 1942 po rozformowaniu dywizji przeniesiony do II grupy oficerów bez przydziału.
Po wojnie osiedlił się w osiedlu polskich oficerów w Penrhos (Walia), a następnie w polskim domu starców „Antokol” w Chislehurst (hrabstwo Kent), gdzie zmarł 7 stycznia 1983. Został pochowany na cmentarzu Elmers End. Pozostawił wspomnienia.

## Ocalenie ze zbrodni katyńskiej
Był jednym z dwóch generałów polskich (obok Czesława Jarnuszkiewicza), którzy uniknęli zamordowania w zbrodni katyńskiej. Jak sam stwierdził, powodem ocalenia mogła być jego postawa w wojnie rosyjsko-japońskiej, gdy podczas bitwy pod Cuszimą na naradzie wojennej ws. kapitulacji zwołanej na pancerniku „Impierator Nikołaj I” przez kontradmirała Nikołaja Niebogatowa jako jeden z kilku młodszych oficerów sprzeciwił się poddaniu okrętu. Postać miczmana Wołkowickiego i jego postawa w czasie bitwy pod Cuszimą zostały odnotowane w popularnej w ZSRR powieści epopeicznej Aleksieja Nowikowa-Priboja Cuszima, za którą autor otrzymał w marcu 1941 Nagrodę Stalinowską.

## Awanse
- miczman (podporucznik marynarki) – 1904
- lejtnant (porucznik marynarki) – 1907
- starszy lejtnant (kapitan marynarki) – 1913
- kapitan II rangi (komandor porucznik) – 1916
- podpułkownik –
- pułkownik – zweryfikowany ze starszeństwem z dniem 1 czerwca 1919
- generał brygady – 16 marca 1927 ze starszeństwem z dniem 1 stycznia 1927 i 14. lokatą w korpusie generałów

## Ordery i odznaczenia
- Krzyż Komandorski Orderu Odrodzenia Polski (29 listopada 1976)[17]
- Krzyż Walecznych (czterokrotnie)
- Złoty Krzyż Zasługi (24 maja 1929)[18]
- Medal Niepodległości (20 lipca 1932)[19]
- Krzyż Zasługi Wojsk Litwy Środkowej[20]
- Złota odznaka honorowa Koła Lwowian (1976)[21]
- Order Świętego Jerzego (Imperium Rosyjskie, za postawę w bitwie pod Cuszimą w 1905)